# Cercamia
Cercamia is een geslacht van straalvinnige vissen uit de familie van kardinaalbaarzen (Apogonidae).

## Soorten
- Cercamia cladara Randall & Smith, 1988
- Cercamia eremia Allen, 1987